# Margaret Hyde
Margaret Hyde (* in Memphis, Tennessee) ist eine US-amerikanische Fotografin und Autorin für Kinderbücher.

## Leben und Wirken
Geboren und aufgewachsen in Memphis, beschäftigt sich Hyde seit ihrem elften Lebensjahr mit Fotografie und brachte sich alles dafür Nötige selbst bei, wobei schon ihre Mutter als Amateurfotografin wirkte. Ferner wurde sie durch den Fotografen William Eggleston inspiriert, den sie auch persönlich kennenlernte. Sie unterstützt vor allem das National Civil Rights Museum durch die gemeinsam mit ihrer Familie gegründete Hyde Family Foundation. Als Fotografin findet sie ihre Motive neben Memphis auch in Asien und Afrika. Hyde produzierte den Kurzdokumentarfilm The Witness from the Balcony of Room 306, für den sie gemeinsam mit Regisseur Adam Pertofsky bei der Oscarverleihung 2009 für den Oscar in der Kategorie Bester Dokumentar-Kurzfilm nominiert war. Der Film ist ihre bislang einzige Filmproduktion. Inhaltlich geht es um das Attentat auf Martin Luther King, Hydes Fotografien sind Bestandteil des Films. 2007 begleitete sie eine Dokumentarfilmcrew nach Bhutan, 2008 wurde sie vom damaligen Präsidenten des Landes nach Liberia eingeladen, um dort Waisenhäuser zu fotografieren. Seit 2012 betreibt sie Makrofotografie. Neben ihrer Arbeit als Fotografin ist sie auch als Autorin von Kinderbüchern aktiv, von denen sie mehr als ein Dutzend verfasst hat. Sie lebt in Santa Monica und hat vier Kinder.